# Liste der Baudenkmäler in Wang (Oberbayern)

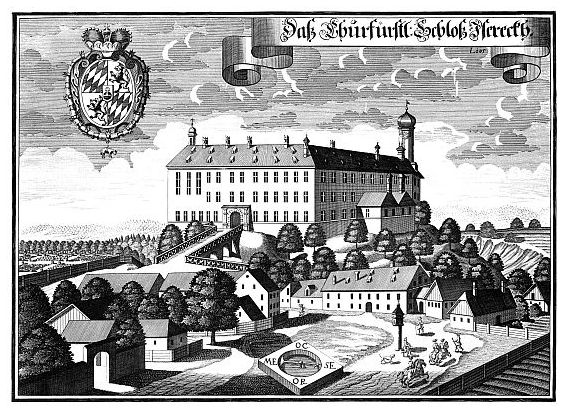
Michael Wening: Schloss Isareck

Auf dieser Seite sind die Baudenkmäler in der oberbayerischen Gemeinde Wang zusammengestellt. Diese Tabelle ist eine Teilliste der Liste der Baudenkmäler in Bayern. Grundlage ist die Bayerische Denkmalliste, die auf Basis des Bayerischen Denkmalschutzgesetzes vom 1. Oktober 1973 erstmals erstellt wurde und seither durch das Bayerische Landesamt für Denkmalpflege geführt wird. Die folgenden Angaben ersetzen nicht die rechtsverbindliche Auskunft der Denkmalschutzbehörde.

## Baudenkmäler nach Ortsteilen

### Wang
| Lage                            | Objekt                                           | Beschreibung | Akten-Nr.     | Bild                  |
| ------------------------------- | ------------------------------------------------ | --- | ------------- | --------------------- |
| Obere Hauptstraße 24 (Standort) | Dreiseithof                                      | Wohnstallhaus, Westflügel, zweigeschossiger Satteldachbau mit schmiedeeisernen Balkonen, reich dekorierter Haustür und Putzgliederung, Umbau und Aufstockung des zunächst eingeschossigen Baus sowie Erweiterung Rossstall, bez. 1902, im Kern älter; Stadel, Nordflügel, stattlicher Satteldachbau mit zwei Tennentoren, bez. 1885, rückwärtig angebautes Waschhaus, eingeschossiger Pultdachbau, 1922; Stallstadel, Ostflügel, eingeschossiger Satteldachbau mit Krangaube, im Inneren mit Gewölben, bez. 1878; ehem. Backhaus, eingeschossiger Satteldachbau, 1. Hälfte 19. Jh. | D-1-78-155-22 | Dreiseithof           |
| Obere Hauptstraße 26 (Standort) | Katholische Filialkirche St. Johannes der Täufer | Spätgotischer Saalbau mit eingezogenem Polygonalchor und Flankenturm, Ende 15. Jahrhundert; mit Ausstattung; Friedhofsmauer, mittelalterlich | D-1-78-155-1  | weitere Bilder        |
| Obere Hauptstraße 44 (Standort) | Ehemaliges Bauernhaus                            | Erdgeschossiger Massivbau mit Greddach und Tenneneinfahrt in Form des sogenannten Froschmauls, 3. Viertel 19. Jahrhundert | D-1-78-155-2  | Ehemaliges Bauernhaus |

### Bergen
| Lage                          | Objekt                             | Beschreibung | Akten-Nr.     | Bild           |
| ----------------------------- | ---------------------------------- | --- | ------------- | -------------- |
| Inkofener Straße 5 (Standort) | Ehemalige Gastwirtschaft           | zweigeschossiger Satteldachbau mit Putzgliederung, um 1875, rückwärtig angebautes Waschhaus, zweigeschossiger Pultdachbau, 1909; zugehöriges Kühlhaus, gleichzeitig; Wirtsstadel, stattlicher Satteldachbau, frühes 20. Jh | D-1-78-155-23 | BW             |
| Kirchgasse 7 (Standort)       | Katholische Pfarrkirche St. Martin | Spätromanische ehemalige Chorturmkirche mit gerade schließendem Chorabschluss und Turmobergeschoss mit Zwiebelhaube der 2. Hälfte 17. Jahrhundert, barockes Langhaus von 1762, ausgebaut 1882; mit Ausstattung             | D-1-78-155-3  | weitere Bilder |

### Inzkofen
| Lage                   | Objekt                                     | Beschreibung | Akten-Nr.    | Bild           |
| ---------------------- | ------------------------------------------ | --- | ------------ | -------------- |
| In Inzkofen (Standort) | Katholische Kapelle St. Jakobus der Ältere | Romanischer Saalbau mit stark eingezogenem Polygonalchor und neugotischem Dachreiter, barockisiert; mit Ausstattung | D-1-78-155-4 | weitere Bilder |

### Isareck
| Lage                             | Objekt                                             | Beschreibung | Akten-Nr.    | Bild                                        |
| -------------------------------- | -------------------------------------------------- | --- | ------------ | ------------------------------------------- |
| In Isareck; Isareck 2 (Standort) | Ehemaliges Wirtschaftsgebäude des Schlosses        | Massiver zweigeschossiger Steildachbau mit Zierputz, Äußeres Anfang 19. Jahrhundert, im Kern wohl älter | D-1-78-155-7 | Ehemaliges Wirtschaftsgebäude des Schlosses |
| Isareck 1; In Isareck (Standort) | Schloss Isareck                                    | Für Herzog Albrecht V. 1559–70 durch Asmus Hälmayr erbaut, ehemalige Vierflügelanlage wurde nach Brand 1664 wiederhergestellt, Südwestflügel im 19. Jahrhundert abgetragen Haupttrakt im Nordosten mit Schlosskapelle St. Georg und Quertrakt im Südosten überwiegend 2. Hälfte 17. Jahrhundert, Remisentrakt im Nordwesten mit Bergfried an der Südwestecke Auffahrt und Terrassenbrüstungen mit Backsteingeländern, wohl 16. Jahrhundert Schlosspark, im englischen Stil, 19. Jahrhundert | D-1-78-155-5 | weitere Bilder                              |
| Isareck 2 (Standort)             | Ehemaliger Schlossstadel, sogenannter Zehentstadel | Massiver zweigeschossiger Satteldachbau an der Schlosseinfahrt, 18./Anfang 19. Jahrhundert bildet mit Nr. 1, 2 und 3 eine Baugruppe | D-1-78-155-8 | BW                                          |
| Isareck 2 (Standort)             | Ehemalige Schlossbrauerei                          | Zweigeschossiger Satteldachbau mit außenliegendem Kamin und Zierputz, wohl 17. Jahrhundert bildet mit Nr. 1 und 3 eine Baugruppe | D-1-78-155-6 | weitere Bilder                              |
| Isareck 3 (Standort)             | Schlossgaststätte und Ökonomiegut                  | Zweigeschossiger Traufseitbau mit Stichbogenfenstern und profilierten Balkenköpfen, 1862 Scheune, sehr stattlicher Holzständerbau mit tief herabgezogenen Halbwalmdächern, um 1820 | D-1-78-155-9 | weitere Bilder                              |

### Schweinersdorf
| Lage                            | Objekt                             | Beschreibung | Akten-Nr.     | Bild           |
| ------------------------------- | ---------------------------------- | --- | ------------- | -------------- |
| In Schweinersdorf (Standort)    | Hofkapelle                         | Kleiner gerade schließender Putzbau mit Lourdesgrotte, erbaut 1892; mit Ausstattung | D-1-78-155-11 | Hofkapelle     |
| Schwanhildenstraße 6 (Standort) | Pfarrhaus des ehemaligen Pfarrhofs | Schlichter zweigeschossiger Satteldachbau mit außenliegendem Treppenhaus, erbaut 1769 | D-1-78-155-12 | BW             |
| Schwanhildenstraße 8 (Standort) | Katholische Pfarrkirche St. Petrus | Barocker Langhausbau mit polygonalem Chor, seitlich angefügtem Zwiebelturm und zweigeschossiger Sakristei, von Balthasar Thalhammer, 1708, Erweiterung um einen achteckigen Kuppelbau nach Plänen von Georg Berlinger, 1928; mit Ausstattung | D-1-78-155-10 | weitere Bilder |

### Sixthaselbach
| Lage                    | Objekt                              | Beschreibung                                                                                        | Akten-Nr.     | Bild           |
| ----------------------- | ----------------------------------- | --------------------------------------------------------------------------------------------------- | ------------- | -------------- |
| Kirchenweg 4 (Standort) | Katholische Filialkirche St. Sixtus | Spätgotischer Saalbau mit polygonalem Chorschluss und Flankenturm, 15. Jahrhundert; mit Ausstattung | D-1-78-155-13 | weitere Bilder |

### Spörerau
| Lage                    | Objekt                    | Beschreibung | Akten-Nr.     | Bild |
| ----------------------- | ------------------------- | --- | ------------- | ---- |
| Werkstraße 5 (Standort) | Ehemaliger Getreidekasten | Blockbau mit bauzeitlichem Satteldach-Überbau, verschaltem Umgang und Außentreppe, am Türsturz bezeichnet mit 1695, Ende 18. Jahrhundert an dieser Stelle aufgebaut, auf gemauertem, als Stall und Remise ausgebautem Erdgeschoss, 2. Hälfte 19. Jahrhundert | D-1-78-155-20 | BW   |

### Thulbach
| Lage                   | Objekt                               | Beschreibung | Akten-Nr.     | Bild           |
| ---------------------- | ------------------------------------ | --- | ------------- | -------------- |
| Thulbach 15 (Standort) | Katholische Filialkirche St. Andreas | Romanische Chorturmkirche mit gotischen Wandmalereien, eingezogener Apsis und angefügter Sakristei, 1. Hälfte 13. Jahrhundert, Turmbekrönung barock, Langhaus 17./18. Jahrhundert mit älterem Baukern; mit Ausstattung Südliche Friedhofsmauer aus Ziegel- und Bruchsteinen | D-1-78-155-15 | weitere Bilder |

### Volkmannsdorf
| Lage                               | Objekt                                  | Beschreibung | Akten-Nr.     | Bild                                    |
| ---------------------------------- | --------------------------------------- | --- | ------------- | --------------------------------------- |
| Nähe Untere Hauptstraße (Standort) | Speicherbau, sogenannter Ligeter Stadel | Verbretterter Holzständerbau auf gemauertem Unterbau mit Schopfwalmdach, Anfang 18. Jahrhundert                                                      | D-1-78-155-17 | Speicherbau, sogenannter Ligeter Stadel |
| Nähe Untere Hauptstraße (Standort) | Bildstock                               | Stele mit vier Rundbogenfeldern, bezeichnet mit 1798/99                                                                                              | D-1-78-155-18 | Bildstock                               |
| Untere Hauptstraße 26 (Standort)   | Katholische Pfarrkirche St. Laurentius  | Saalbau mit eingezogenem spätgotischem Polygonalchor, angefügter Sakristei und Chorwinkelturm Ende 15. Jahrhundert, Langhaus modern; mit Ausstattung | D-1-78-155-16 | weitere Bilder                          |

### Volkmannsdorferau
| Lage                     | Objekt  | Beschreibung                                                                | Akten-Nr.     | Bild |
| ------------------------ | ------- | --------------------------------------------------------------------------- | ------------- | ---- |
| Isarstraße 68 (Standort) | Kapelle | Neugotischer Ziegelbau mit Dachreiter, bezeichnet mit 1901; mit Ausstattung | D-1-78-155-19 | BW   |